# Parallaxis vacillans
Parallaxis vacillans är en insektsart som beskrevs av Mcatee 1926. Parallaxis vacillans ingår i släktet Parallaxis och familjen dvärgstritar. Inga underarter finns listade i Catalogue of Life.